# نهائي كأس أوكرانيا 2011
نهائي كأس أوكرانيا 2011 هي المباراة النهائية من منافسة كأس أوكرانيا 2010–11، أقيمت المباراة في 25 مايو 2011، في Yuvileiny Stadium ‏، بين فريقي نادي شاختار دونيتسك، ودينامو كييف، وفاز فيها نادي شاختار دونيتسك، بعد أن هزم دينامو كييف، بنتيجة 2 - 0، وحضر المباراة 27800 شخصاً.

## تفاصيل المباراة
لعبت المباراة النهائية في 25 مايو 2011.
| نادي شاختار دونيتسك | 2 -0 | دينامو كييف |
| ------------------- | ---- | ----------- |
|                     |      |             |